# Marcus Enström
Marcus Enström (* 29. August 1987 in Göteborg) ist ein ehemaliger schwedischer Handballspieler.
Der 1,82 Meter große und 82 Kilogramm schwere rechte Außenspieler spielte anfangs bei Tuve IF und HP Warta. Ab dem Jahre 2006 lief er für Alingsås HK auf, mit dem 2009 die Meisterschaft gewann. Im Sommer 2017 beendete er seine Karriere. Im September 2017 wurde er nochmals vom deutschen Bundesligisten HC Erlangen reaktiviert.
Mit Alingsås spielte er in der EHF Champions League (2009/2010).
Marcus Enström bestritt drei Länderspiele für die schwedische Nationalmannschaft, in denen er neun Treffer erzielte.